# Horst Weber (Bodenkundler)
Horst Weber (* 29. Juni 1911 in Reichenbach im Eulengebirge; † 18. Mai 1989 in Gießen) war ein deutscher Bodenkundler.

## Leben
Nach dem Abitur studierte Horst Weber ab dem Wintersemester 1930/31 an der Technischen Hochschule Berlin Geodäsie. Hier schloss er sich dem Corps Saxonia-Berlin an. Später wechselte er von Berlin an die Technische Hochschule Breslau, an der er 1940 zum Dr. rer. nat. promoviert wurde. Im Zweiten Weltkrieg wurde er schwer verwundet, wodurch er einen Arm verlor. Seit den fünfziger Jahren des 20. Jahrhunderts beschäftigte er sich, zunächst als Schüler von Hans Kuron, mit der durch Bodenerosion eingetretenen Schädigung von Ackerflächen und deren Kartierung. Die von ihm verwendete Nutzungshorizontkartierung stellt die exakteste, wenn auch arbeitsaufwendigste Form der Bodenerosions-Schadenskartierung dar.
Weber habilitierte sich 1955 an der Justus-Liebig-Universität Gießen. Am 14. Dezember 1957 wurde er zum außerordentlichen Professor der Landwirtschaftlichen Fakultät der Justus-Liebig-Universität Gießen berufen. Er leitete das von ihm 1956 gegründete Institut für Landeskultur bis zu seiner Emeritierung. 1963 verfasste er in der Zeitschrift für Kulturtechnik und Flurbereinigung den Nachruf auf Hans Kuron, den Nestor der Bodenerosionsforschung in Deutschland. Sein wissenschaftliches Wirken und die Leistung des Instituts für Landeskultur wurden in einer ausführlichen Abhandlung anlässlich des 25-jährigen Bestehens des Instituts und seines 70. Geburtstag im Jahre 1981 gewürdigt.

## Publikationen
- Horst Weber: Erfahrungen mit der Feldberegnung in Schlesien. Breslau 1940, DNB 579506444.
- Hans Kuron, Ludwig Jung, Ernst Schönhals, Horst Weber: Landwirtschaft und Bodenerosion. Teil 1: Der Rossbacher Hof bei Erbach im Odenwald. In: Mitteilungen aus dem Institut für Raumforschung. Bonn, Heft 23, 1954.
- H. Kuron, H. Pinkow, L. Jung, E. Schönhals, H. Weber: Landwirtschaft und Bodenerosion. Teil 2: Der Steinheimer Hof bei Eltville im Rheingau. In: Mitteilungen aus dem Institut für Raumforschung. Bonn, Heft 29, 1956.
- H. Weber: Professor Dr.-Ing. Hans Kuron zum Gedächtnis. In: Zeitschrift für Kulturtechnik und Flurbereinigung. 4. Jahrgang, 1963, S. 323–324.